# Hesperoptenus
Hesperoptenus é um gênero de morcego da família Vespertilionidae.

## Espécies
Subgênero Hesperoptenus
- Hesperoptenus doriae (Peters, 1868)

Subgênero Milithronycteris
- Hesperoptenus blanfordi (Dobson, 1877)
- Hesperoptenus gaskelli Hill, 1983
- Hesperoptenus tickelli (Blyth, 1851)
- Hesperoptenus tomesi Thomas, 1905